# ۵ تازی‌ها
۵ تازی‌ها یک ستاره است که در صورت فلکی تازی‌ها قرار دارد.